# Trichogramma ethiopicum
Trichogramma ethiopicum is een vliesvleugelig insect uit de familie Trichogrammatidae. De wetenschappelijke naam is voor het eerst geldig gepubliceerd in 1956 door Risbec.